# Ignacio Perruzzi
Ignacio Perruzzi Ambrosini (Mendoza, 22 marzo 2005) è un calciatore argentino, centrocampista del San Lorenzo.

## Biografia
È fratello minore di Francisco Perruzzi, a sua volta calciatore professionista.

## Caratteristiche tecniche
È un centrocampista centrale abile in interdizione e nella gestione del pallone.

## Carriera

### Club
È cresciuto nel settore giovanile del San Lorenzo, con cui ha firmato il primo contratto professionistico nel gennaio del 2025. Ha debuttato in prima squadra il 3 marzo dello stesso anno nell'incontro di prima divisione argentina pareggiato 1-1 contro il Sarmiento (J).

### Nazionale
Nel 2025 con la nazionale argentina Under-20 ha partecipato al campionato sudamericano di categoria, concluso al secondo posto.

## Statistiche

### Presenze e reti nei club
Statistiche aggiornate al 30 maggio 2025.
| Stagione        | Squadra         | Campionato      | Campionato | Campionato | Coppe nazionali | Coppe nazionali | Coppe nazionali | Coppe continentali | Coppe continentali | Coppe continentali | Altre coppe | Altre coppe | Altre coppe | Totale | Totale | Totale |
| Stagione        | Squadra         | Comp            | Pres       | Reti       | Comp            | Pres            | Reti            | Comp               | Pres               | Reti               | Comp        | Pres        | Reti        | Pres   | Reti   |        |
| --------------- | --------------- | --------------- | ---------- | ---------- | --------------- | --------------- | --------------- | ------------------ | ------------------ | ------------------ | ----------- | ----------- | ----------- | ------ | ------ | ------ |
| 2025            | San Lorenzo     | PD              | 4          | 0          | CA              | 0               | 0               | -                  | -                  | -                  | -           | -           | -           | 4      | 0      |        |
| Totale carriera | Totale carriera | Totale carriera | 4          | 0          |                 | 0               | 0               |                    | -                  | -                  |             | -           | -           | 4      | 0      |        |